# Relaciones Brasil-Canadá
Las relaciones Brasil-Canadá son las relaciones diplomáticas entre la República Federativa de Brasil y Canadá, así como los lazos económicos, sociales y culturales. En 2016, aproximadamente 36 000 personas en Canadá afirman ser de ascendencia brasileña. También se estima que hay alrededor de 12 000 personas en Brasil que son de ascendencia canadiense. Ambas naciones son miembros del G20, Organización de Estados Americanos, Naciones Unidas y la Organización Mundial del Comercio.

## Historia

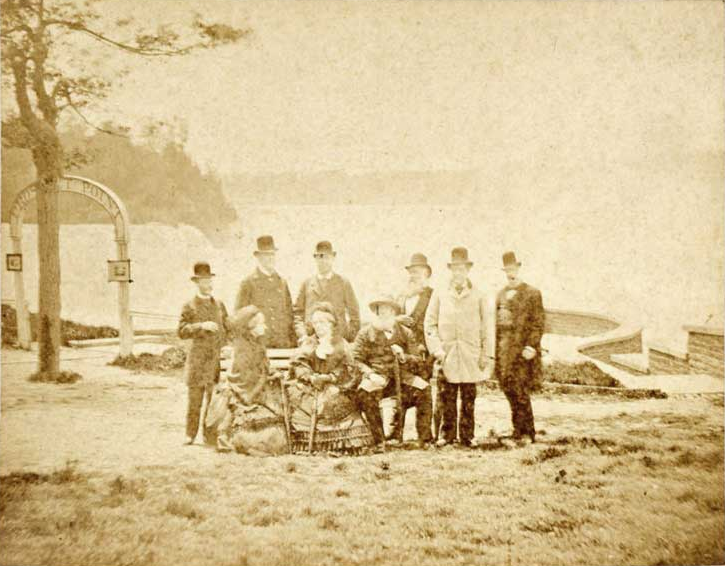
Emperador Pedro II de Brasil en las cataratas del Niágara; 1876.

En 1866, Canadá abrió un consulado en Río de Janeiro. En 1876, durante su segunda vuelta al mundo, el emperador Pedro II de Brasil visitó Canadá y las cataratas del Niágara y varios lugares de Ontario. Durante la Segunda Guerra Mundial, ambas naciones lucharon codo con codo durante la campaña italiana. En 1941, Brasil abrió una embajada en Ottawa y Canadá abrió una embajada en Río de Janeiro en 1944.
En enero de 1998, Jean Chrétien fue el primer Primer Ministro canadiense que visitó Brasil. En 2001, el presidente brasileño Fernando Henrique Cardoso realizó una visita recíproca a Canadá. Tras las visitas iniciales, habría varias otras visitas de alto nivel y reuniones entre líderes de ambas naciones. Desde 1998, Canadá y Mercosur (que incluye a Brasil) discuten y negocian un acuerdo de libre comercio.
Entre los temas centrales de la relación bilateral entre ambas naciones están las asociaciones en educación, ciencia, política agrícola, tecnología e innovación. Canadá es el país que acoge al mayor número de estudiantes brasileños, en su mayoría interesados en estudiar inglés y francés durante cortos periodos de tiempo. Ambas naciones son importantes actores mundiales en el sector de los aviones de tamaño medio, con la brasileña Embraer y la canadiense Bombardier.
Canadá es el principal destino de las inversiones brasileñas en el extranjero, con un stock de más de 20 000 millones de dólares, lo que convierte a Brasil en la séptima fuente de inversión extranjera directa en el país. Las inversiones brasileñas se concentran en el sector minero. Las inversiones canadienses en Brasil, por su parte, rondan los 15 000 millones de dólares y abarcan áreas como la ingeniería civil, la tecnología y la minería.

## Visitas de alto nivel

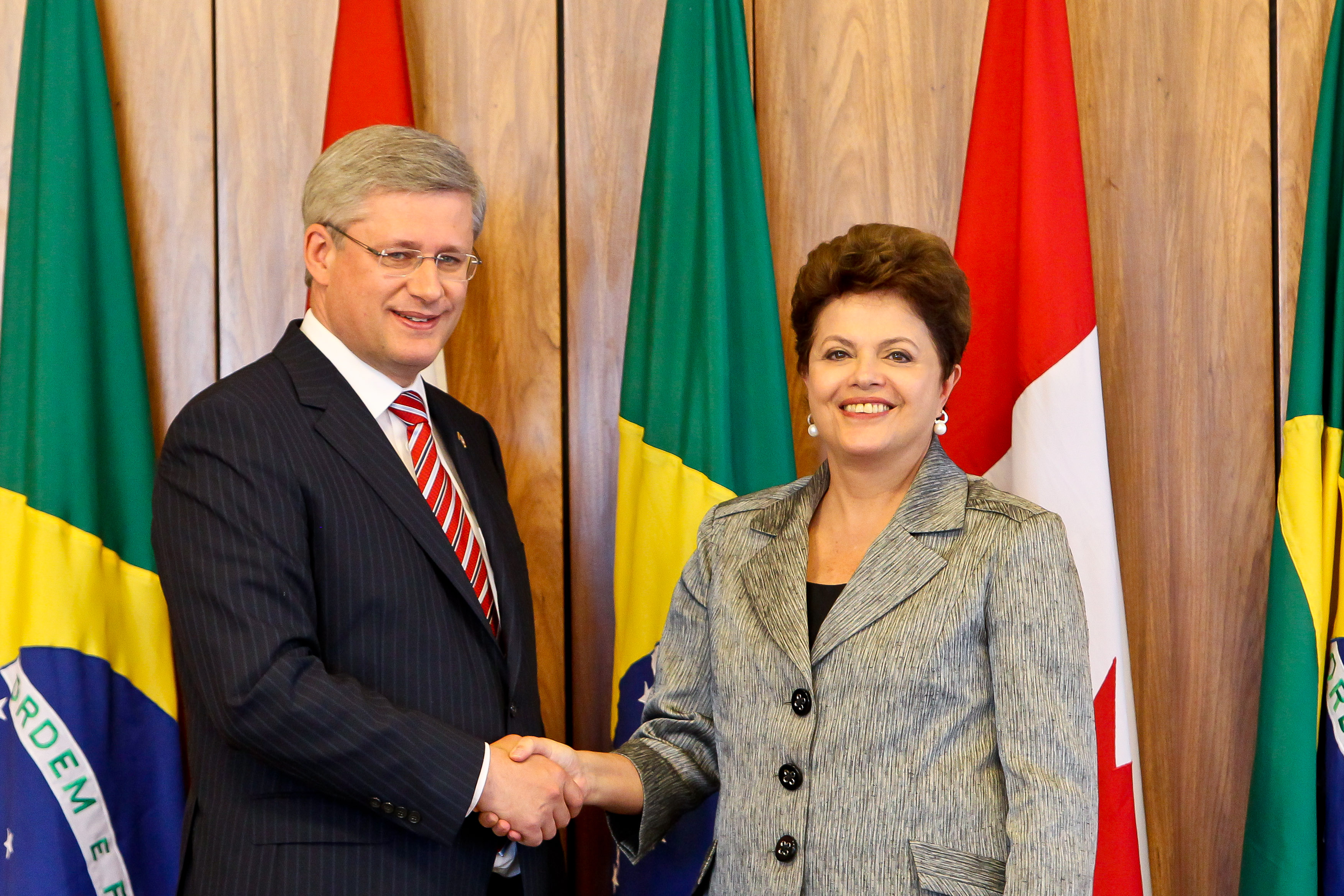
El primer ministro canadiense Stephen Harper se reúne con la presidenta brasileña Dilma Rousseff en una visita a Brasíla; 2011.

Visitas de alto nivel de Brasil a Canadá
- Presidente Fernando Henrique Cardoso (2001)
- Ministro de Asuntos Exteriores Antonio Patriota (2012)
- Presidente Luiz Inácio Lula da Silva (2025)

Visitas de alto nivel de Canadá a Brasil
- Primer Ministro Jean Chrétien (1998)
- Primer Ministro Paul Martin (2004)
- Gobernador General Michaëlle Jean (2007)
- Primer Ministro Stephen Harper (2011)
- Gobernador General David Johnston (2012)
- Ministro de Asuntos Exteriores John Baird (2013)

## Acuerdos bilaterales
Ambas naciones han firmado algunos acuerdos, como un Acuerdo de Cooperación en Ciencia, Tecnología e Innovación (2008); un Memorando de Entendimiento sobre Desarrollo Sostenible en Minerales y Metales (2009); un Acuerdo sobre Seguridad Social (2011); un Memorando de Entendimiento sobre Eficacia de la Cooperación Internacional al Desarrollo (2011); un Acuerdo de Transporte Aéreo (2011) y un Acuerdo para explorar posibles vías de cooperación en el uso del espacio exterior con fines pacíficos (2011).

## Misiones diplomáticas residentes
- Brasil tiene una embajada en Ottawa y consulados generales en Montreal, Toronto y Vancouver.[6]
- Canadá tiene una embajada en Brasilia y consulados generales en Río de Janeiro y São Paulo.[7]

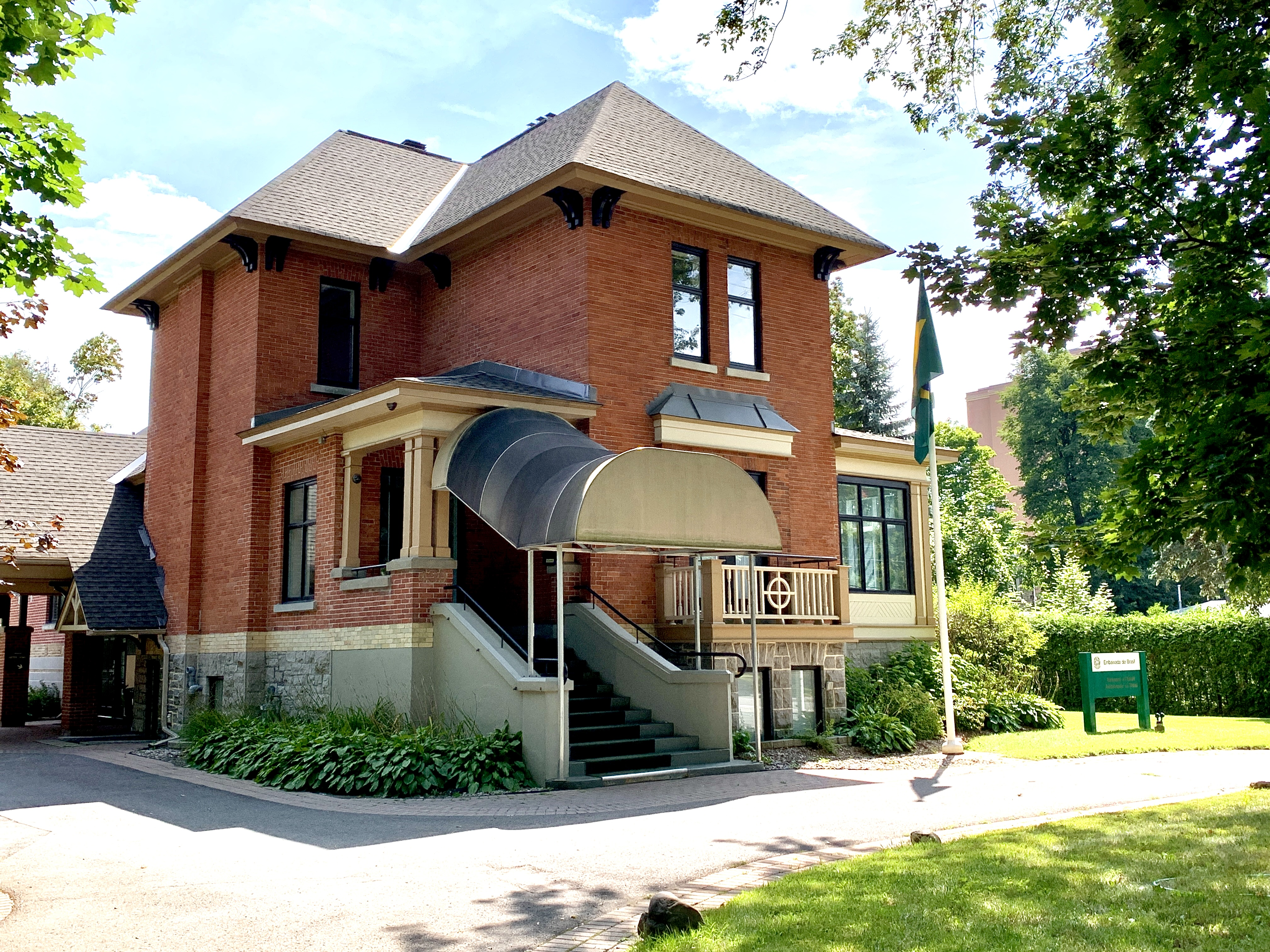
Embajada de Brasil en Ottawa
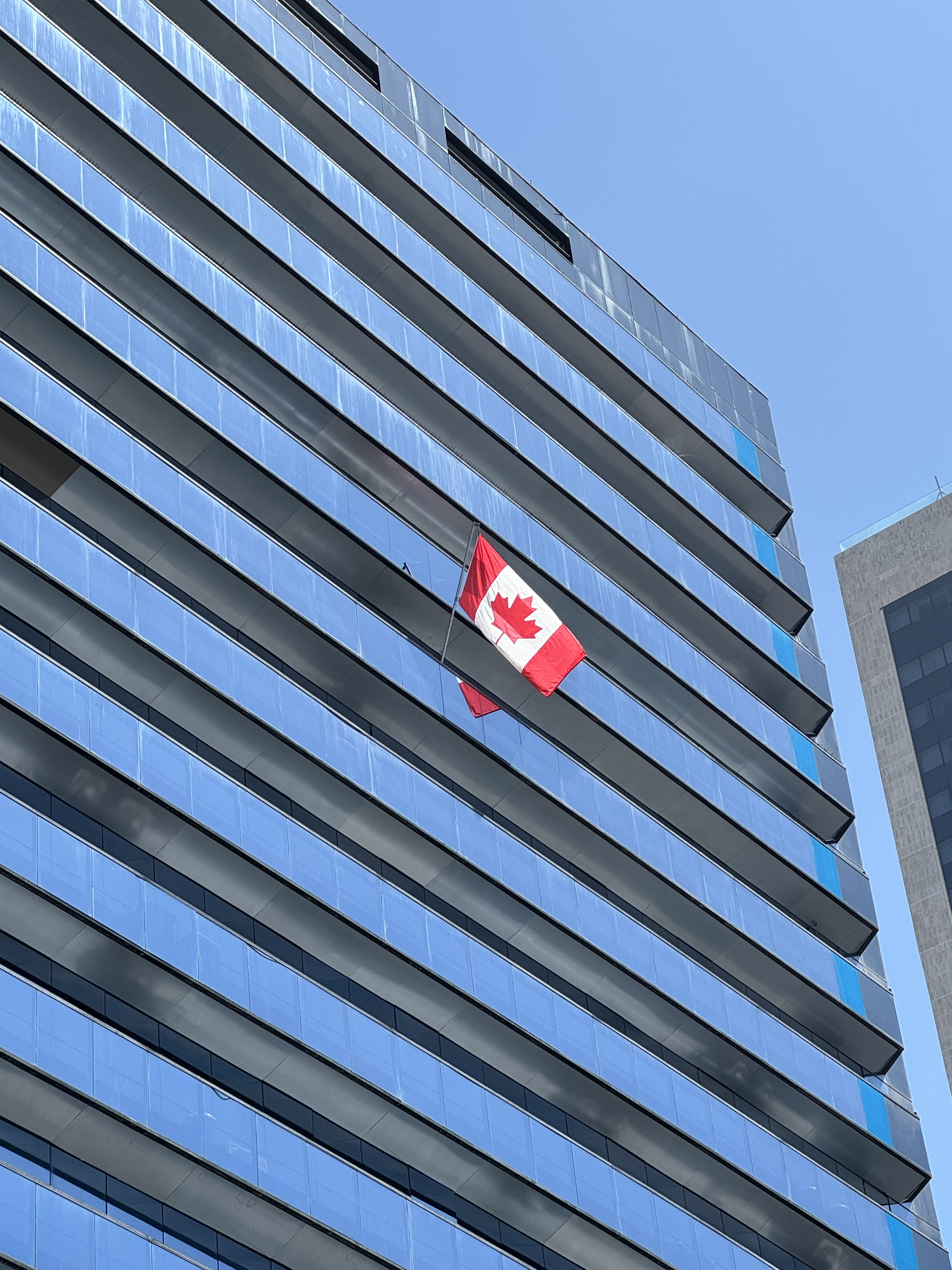
Consulado-General de Canadá en Río de Janeiro